# Polizistenmorde in Linz 1945

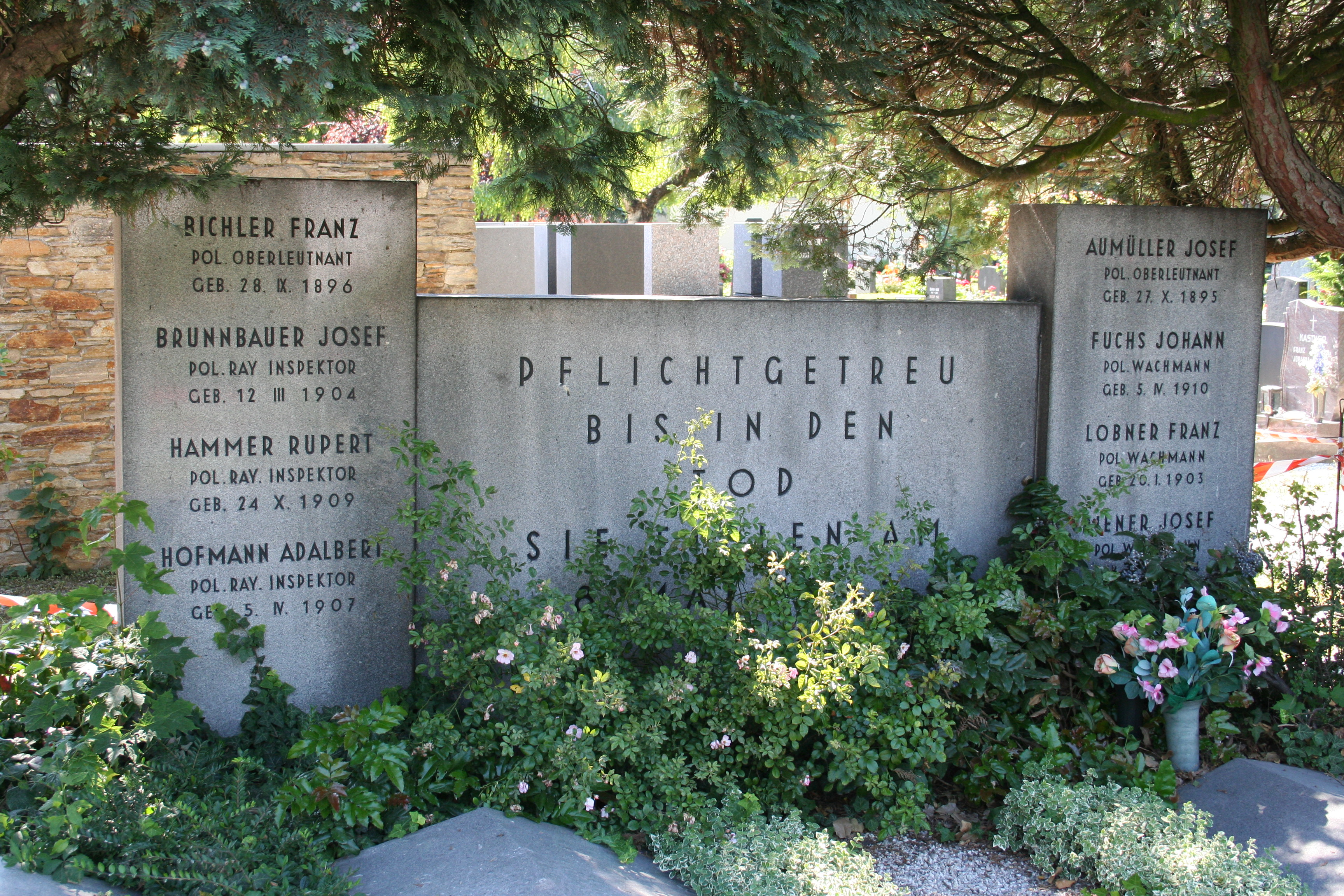
Gemeinschaftsgrab der acht ermordeten Polizisten am Linzer St. Barbara-Friedhof

Zur Ermordung von acht Polizisten in Linz kam es am 8. Mai 1945, kurz nach Ende des Zweiten Weltkriegs in Österreich. Bei keiner Amtshandlung in Österreich wurden jemals soviele Polizisten getötet.
Am 5. Mai 1945 war die amerikanische Armee in Linz einmarschiert und setzte Ernst Koref als Bürgermeister ein. Besorgt über die kriegsbedingten Plünderungen ersuchte dieser am 8. Mai die Bundespolizeidirektion Linz, diesen Einhalt zu gebieten. Ein Auszug aus dem Bericht des Kommandos der Schutzpolizei – Kraftfahrstaffel – vom 6. Juni 1945 besagt, dass gegen 14:00 Uhr zwei Offiziere und zwölf Unterführer und Männer der Linzer Schutzpolizei auf Streife geschickt wurden, um die ärgsten Ausschreitungen zu verhindern. Die Polizisten waren mit Stöcken und Ochsenziemern ausgerüstet. Gegen 16:00 Uhr wurde von Bewohnern aus Kleinmünchen mitgeteilt, dass die Insassen des zu den Hermann-Göring-Werken gehörenden Lagers 57 – einem der 77 NS-Zwangsarbeiterlager in Linz – im dortigen Bereich schwere Plünderungen durchgeführt hätten und sich in diesem Lager eine Menge geplünderter Gegenstände befinden müsse. Der Leiter der Streife, Polizei-Oberleutnant Franz Bichler, befahl daraufhin zum Lager zu fahren, wo sich einige hundert Zwangsarbeiter aufhielten. Der Streifenwagen wurde von einem der Wortführer der Zwangsarbeiter angehalten und Bichler sprach mit diesem. Zeitgleich fuhr ein Streifenwagen der amerikanischen Streitkräfte vor dem Lager vor. Kurze Zeit später erklangen mehrere Rufe und gleichzeitig fielen auch mehrere Schüsse.
Unmittelbar danach sprangen Zwangsarbeiter auf das Polizeifahrzeug und eröffneten mit Gewehren und Maschinenpistolen das Feuer auf die Polizisten. Bei diesem Angriff wurden neben Bichler auch die Exekutivbediensteten Josef Aumüller, Josef Brunnbauer, Johann Fuchs, Rupert Hammer, Adalbert Hofmann, Franz Lobner und Josef Riener getötet. Flüchtende Polizisten wurden zum Teil während der Flucht von Geschossen getroffen.
Am nächsten Tag fuhren weitere Polizisten der Kraftfahrstaffel und ein Kriminalbeamter an den Tatort. Die dort vorgefundenen ausgeplünderten Opfer lagen verstreut und waren, den Verletzungen nach zu urteilen, mit Messern und stumpfen Gegenständen misshandelt worden.
Das Gemeinschaftsgrab der acht Getöteten befindet sich am St. Barbara-Friedhof der Stadt Linz.